# Lưu Yểm (đại tá)
Lưu Yểm (11 tháng 11 năm 1928 – 24 tháng 8 năm 1997) là cựu sĩ quan Quân lực Việt Nam Cộng hòa người Việt gốc Hoa, cấp bậc Đại tá, từng giữ chức Tỉnh trưởng kiêm Tiểu khu trưởng Tiểu khu Phước Long từ năm 1969 đến năm 1974 và là Tỉnh trưởng kiêm Tiểu khu trưởng Tiểu khu Biên Hòa cuối cùng từ năm 1974 đến năm 1975.

## Tiểu sử
Lưu Yểm sinh ngày 11 tháng 11 năm 1928 tại quận Vĩnh Lợi, tỉnh Bạc Liêu, Nam Kỳ, Liên bang Đông Dương
Ông nhập ngũ ngày 1 tháng 6 năm 1953. Xuất thân Trường Lực lượng Bổ túc sát nhập Quân đội Việt Nam Cộng hòa.
Dưới thời Đệ Nhị Cộng hòa, ông được bổ nhiệm làm Tỉnh trưởng kiêm Tiểu khu trưởng Tiểu khu Phước Long, và sau cùng là Tỉnh trưởng kiêm Tiểu khu trưởng Tiểu khu Biên Hòa với cấp bậc Đại tá. Một phóng viên BBC đã có dịp phỏng vấn ông về tình hình chiến sự trong trận Xuân Lộc vào tháng 4 năm 1975.
Lúc còn làm Tỉnh trưởng Biên Hòa, Lưu Yểm được biết đến qua sự kiện thông báo lệnh di tản khẩn cấp khỏi Biên Hòa vào những ngày cuối tháng 4 năm 1975, khi tình hình chiến sự trở nên căng thẳng. Chính ông đã ra lệnh rút quân và di chuyển về hướng Nhà Bè là nơi có tàu thuyền của Đệ thất Hạm đội Hoa Kỳ đang neo đậu để tìm kiếm cơ hội di tản bằng đường biển. Riêng ông thì cùng vợ con đã kịp thời leo lên máy bay quân sự thoát khỏi Biên Hòa vào sáng ngày 30 tháng 4 năm 1975.
Năm 1984, ông di cư sang Mỹ rồi chọn định cư tại Florida và đổi tên thành Henry Lưu.
Lưu Yểm qua đời ngày 24 tháng 8 năm 1997 tại Biloxi, Mississippi, Hoa Kỳ.

## Vinh danh
Lưu Yểm được trao một số huân huy chương như sau:
- Bảo quốc Huân chương Đệ tứ đẳng
- Biểu chương Toàn quân hạng Hai
- Biểu chương cấp Quân hạng Sáu
- Biểu chương cấp Đoàn hạng Năm
- Biểu chương cấp Lữ hạng Hai
- Chương Mỹ Bội tinh Đệ nhị hạng
- Tâm lý chiến Bội tinh Đệ nhất hạng
- Hai Huân chương Công trạng Quốc gia Mỹ
- Sáu Huân chương Công trạng Quốc gia Pháp